# Amenemnesut
Amenemnesut war der zweite altägyptische König (Pharao) der 21. Dynastie (Dritte Zwischenzeit) und regierte etwa um 1044–1040 v. Chr. Die Herkunft von Amenemnesut ist unklar. Möglicherweise ist er ein Sohn von Smendes I. und Tanetamun; älterer Bruder von Psusennes I.

## Belege
Belegt ist Amenemnesut lediglich durch eine Bogenkappe aus dem Grab des Psusennes I. in Tanis mit der Nennung der Titel beider Herrscher. Im Priesterstammbaum von Memphis wird er als Vorgänger Psusennes I. geführt. Manetho, der ihm vier Regierungsjahre zuschreibt, setzt ihn aber nach Psusennes I. Wahrscheinlich war er bei Antritt seiner Herrschaft schon sehr alt und hat gegen Ende seiner Regierung Psusennes I. zu seinem Mitregenten gemacht.
Ein Orakel des Amun ordnete zu Beginn der Regierung des Amenemnesut vielleicht die Rückkehr der in die Oase Charga verbannten Gegner an (Stele der Verbannten). Nach anderer Meinung bezieht sich das Datum auf den Hohepriester Mencheperre.
Hohepriester des Ptah in Memphis ist zur Zeit des Amenemnesut Aschachtet.